# Petovia marginata
Petovia marginata là một loài bướm đêm trong họ Geometridae.